# Palmira Jaquetti i Isant

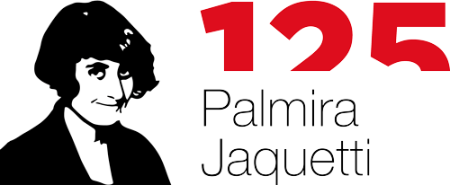
Logotip Any Palmira Jaquetti i Isant

Palmira Jaquetti i Isant (Barcelona, 21 de setembre de 1895 - els Monjos, Alt Penedès, 8 de maig de 1963) fou una poetessa, folklorista, compositora, pedagoga i traductora catalana coneguda, entre altres coses, per la seva participació a l'Obra del Cançoner Popular de Catalunya, així com el seu llibre de poesies L'estel dins la llar.

## Biografia
Palmira Jaquetti, filla d'Ignasi Jaquetti i Sardà (o Cerdà, ca.1860-1924), de La Seu d'Urgell, d'ascendencia italiana, i de Maria Isant i Torra, de Vilanova de l'Aguda, va néixer a Barcelona al 1895. On, de petita, va iniciar els seus estudis, a una escola particular que responia a les "idees avançades", que en deien aleshores, del pare i a on ja va començar a destacar, guanyant diferents premis.
Es va llicenciar en filosofia i lletres a la Universitat de Barcelona, amb nota d'excel·lent i amb un premi extraordinari. Més tard, va ocupar una càtedra de literatura francesa primer a l'Institut de Reus i després a l'Institut Montserrat de Barcelona. També va fer classes a l'Institut de Cultura i Biblioteca Popular de la Dona. A més, va estudiar música al Conservatori del Liceu i a l'Escola Municipal de Música de Barcelona. Degut a aquesta formació tant en l'àmbit literari com en el musical, aviat va mostrar un gran interès en la cançó popular, que l'acompanyaria durant tota la vida.
L'any 1927 es va casar amb el pintor belga Enric d'Aoust, però el matrimoni es va rompre al 1940, quan d'Aoust es va exiliar poc després de la Guerra Civil i amb l'inici de la malaltia de Palmira. Així, el fet que adoptés el llinatge del marit va fer que li fos molt difícil professar càtedres a Espanya, pel que només va poder obtenir la de francès i història de la literatura, càtedra que va guanyar a Madrid, sent la número u. A més, va començar a exercir a l'Institut-Escola del Parc de la Ciutadella, al mateix temps que donava classes particulars. Continuà així guanyant-se la vida i, quan sa mare va morir i mentre es tramitava el seu divorci, va adoptar una nena que va anomenar Guillermina. Encara les dificultats amb el seu matrimoni, la malaltia que va patir i les dificultats econòmiques, Palmira Jaquetti no va perdre l'optimisme, l'empenta, les ganes de treballar i de fer bé als altres.
Al 1938 va publicar L'estel dins la llar, un llibre de poesies escrit en plena Guerra Civil espanyola, on Jaquetti manifesta l'angoixa per la guerra. Aquest llibre es va llançar com a part de la col·lecció poètica del grup literari L'Oasi i, tot i publicar-se'n el doble de còpies que en les tirades habituals de la col·lecció, el mateix dia de la publicació es van exhaurir tots els exemplars. Posteriorment, els músics Pau Casals i Baltasar Samper van musicar alguns dels poemes de L'estel dins la llar, però aquestes cançons mai no es van arribar a estrenar.A més, també va traduir algunes narracions del poeta francès Gérard de Nerval i al 1955 va guanyar la Flor Natural als Jocs Florals amb el poema Elegies de la Solitud.
Palmira Jaquetti va morir el 8 de maig de 1963, arran d'un accident d'automòbil a l'Alt Penedès. Però al voltant de l'any 60, va escriure 33 quartilles: "Intent de fer-me jo mateixa una fitxa". Es tracta d'un esborrany que no va poder arribar a completar, però aquest esborrany va esdevenir una font molt útil per poder aprofundir dins la intimitat i la vida de l'autora. En aquestes memòries explica realitats de la seva vida com que "aquest amor per la natura ja me l'infiltrà ell (son pare) que estimava tant la seva terra pirinenca i els prats en flor".

## Palmira Jaquetti a l'Obra del Cançoner

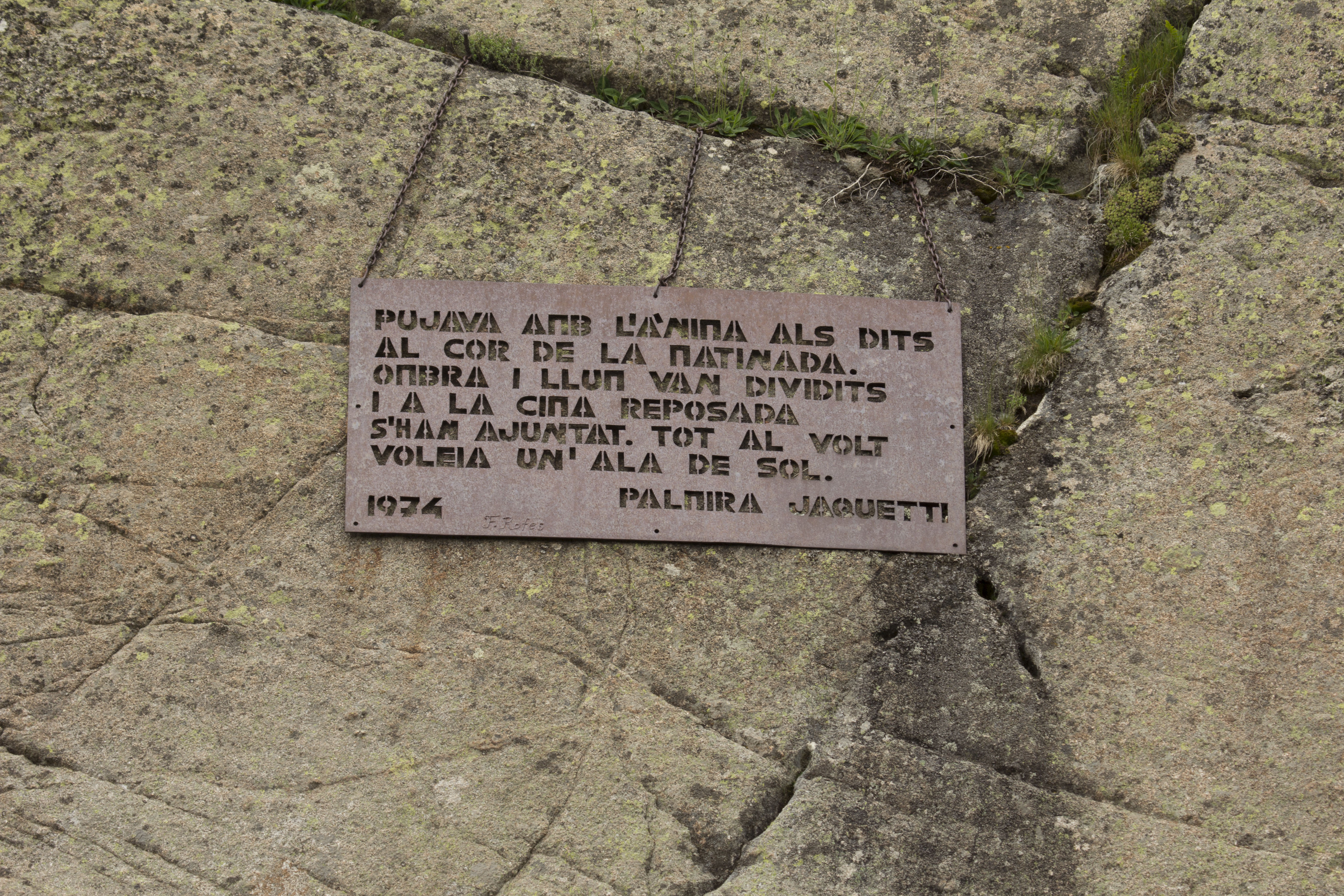
Versos de Palmira Jaquetti a l'illa rocosa de l'estanh des Cabidornats, al Circ de Colomèrs, a la Vall d'Aran.

Palmira Jaquetti va ser de les poques dones que van treballar de manera activa a les tasques de l'Obra del Cançoner Popular de Catalunya, portant la direcció del treball de camp en totes les missions que va dur a terme. De fet, les altres dues dones que figuren a l'Obra del Cançoner són Maria Carbó i Mercè Porta, les quals van participar amb ella en diverses missions. Va arribar a formar part del projectes gràcies a una col·lecció de cançons populars que va recollir mentre exercia de mestre a Vilafranca, amb aquesta col·lecció de cançons va guanyar un premi al concurs del Cançoner popular de Catalunya que va fer que conegués als dirigents de La Fundació i als de l'Orfeó Català. Així, en el primer treball de camp que va presentar, el 31 de desembre de 1922, quan tenia 27 anys, va recollir 55 peces populars i una rondalla, i portava el nom de Cançons populars catalanes. Lema: Les velles cançons, dolces i belles, i contenia cançons recollides a Vilaplana (Baix Camp) i al Solsonès.
Entre 1921 i 1940, va dur a terme diverses missions de recollida de cançons populars per a l'Obra del Cançoner Popular de Catalunya, creant en total més de 10.000 fitxes, la majoria a la Vall d'Aran, a Andorra i a la Seu d'Urgell. De les seixanta-sis missions de l'Obra, Jaquetti en va realitzar catorze, dotze de les quals compten amb memòries de recerca, on l'autora narra les seves experiències en la recollida de cançons, i que constitueixen un testimoni directe de la vida rural dels anys vint i trenta del segle xx. Generalment, les missions les duia a terme en parella: amb el seu marit Enric d'Aoust, amb Maria Carbó i amb Mercè Porta, però estava tan implicada amb la tasca que, un cop interrompuda l'Obra del Cançoner a causa de la guerra, va continuar treballant ella sola sense subvencions.
Durant les missions, especialment les que va fer amb altres dones, es va trobar amb la dificultat afegida del gènere. Aquest fet es veu clarament reflectit en les seves memòries de missions, on explica com el fet que persones forasteres s'interessessin per la cultura tradicional i antiga dels pobles s'ajuntava amb el fet que aquestes persones forasteres fossin dones, joves i soles i tot plegat resultava incomprensible per a la gent dels pobles, que no entenia com estudiosos de la capital es podien interessar per cançons de pobles remots. Per aquesta raó, tot sovint els habitants dels pobles que visitava no es creien les finalitats de les missions, i qüestionaven constantment la seva feina i els seus interessos perquè no comprenien la importància que hi donaven.
A l'hora de realitzar el treball de camp, Jaquetti va veure la necessitat de ser més exhaustiva que el que li exigien des de l'Obra del Cançoner. Gràcies a aquesta implicació, a l'actualitat comptem amb una gran quantitat d'informació que no tendriem en cas contrari. De fet, les seves memòries de missions són probablement les més destacades de totes, ja que descriu de manera molt detallada el context i els llocs que visita per a les recollides de cançons, descrivint fins i tot la gent i els paisatges que es trobava. Jaquetti no veia les missions com un simple treball científic, sinó també com un espai íntim on contar les seves vivències i experiències de forma literària. La gran descripció en les memòries ens ajuda a veure clarament com va anar perfeccionant la seva metodologia segons les seves vivències en cada una de les seves missions.

Actualment les memòries de Jaquetti no són tan sols una gran font d'informació del context en què es cantaven i transmetien moltes cançons populars, sinó que també ens descriu com era en el passat la cultura de cada un dels pobles que va visitar durant les missions. Així, a les memòries de la seva primera missió trobam la següent afirmació de l'autora:
"[…] no és pas difícil d'establir certes cançons com a populars, creades pel poble, amb regust de pebre i all, vestides de xaronisme, on l'odi o l'amor campegen. Són, generalment, de sàtira, de burla cruel. També de viu entusiasme, com les de falles i bodes. Ara, les cançons fines, les de tonada i poesia dedicada, àdhuc adaptades a algunes menes de treball o ofici, bressol, teler, dalla o trull, no són - ho demostra la manca d'aptitud actual - producte del poble. No s'han produït simultàniament, com bolets, en diferents indrets, sinó que són variants d'un mateix tipus, eixit d'una sola i sàvia mà [...]"

## Pedagogia
Des que Palmira Jaquetti va realitzar els seus primers estudis no va deixar mai de donar classes, al seu esborrany de memòries, que va escriure poc abans de morir, explica que "he format i alliçonat gran quantitat de joventut, ara pares i mares de família. Molts en nombre i també en selecció. És guanyant el pa com vaig aprendre d'ensenyar i de formar i educar els que pugen".

A més, a la conferència que Vicenç Biete i Ferré va oferir en l'homenatge a Palmira Jaquetti celebrat el 12 de maig de 1973 a l'Ateneu Barcelonés, podem veure el testimoni directe d'un alumne de Jaquetti, que explica la seva experiència en l'Institut-Escola. Explica que Palmira Jaquetti es trobava estretament identificada amb el sistema d'ensenyament del centre, i va ser una de les propulsores, on es donava més importància a la sensibilització, l'esperit crític, l'educació cívica i a la maduració de criteri que a l'acumulació de coneixement. En paraules de Vicenç Bite: 

| «                                                                                         | "Era una dona d'una sensibilitat exquisida, extraordinària. Com deia, captava el més petit detall, el valorava, el sabia fer descobrir a l'alumne i amb aquest mateix interès que a ella li despertava sabia transmetre part de la seva pròpia sensibilitat i suscitava una riquesa d'intuïcions. Això,a més del contacte d'intercanvi que li procurava amb l'alumne, era per a Palmira Jaquetti una font de riquesa del seu sistema pedagògic. L'observació del detall li fornia molt de material per a l'exemplificació en les seves classes. Les seves lliçons eren acolorides, imatjades, plenes de vida...A les seves mans la lliçó esdevenia plàstica. I després, amb tota facilitat, et feia passar als conceptes. O sigui que per a ella el mètode inductiu era quasi una forma espontània. A les seves classes no ens podíem avorrir mai" | » |
| — Vicenç Biete i Farré, "La labor pedagògica de Palmira Jaquetti", Caramella n.43, pàg.30 | |   |
A més, Vicenç Biete també destacava l'interès que tenia Palmita Jaquetti per molts àmbits diferents, fet que la va dur a tenir tantes titulacions i a aprofundir en tants camps, Biete dona molta importància a aquest fet ja que feia que les qüestions que es tractaven a classe no es quedessin mai reduïdes a un àmbit petit. Explica com diferents disciplines, com podien ser la literatura, la música, les memòries dels seus viatges, entre altres coses, anaven sortint constantment en les seves lliçons i ho feia d'una forma molt personal. Biete també remarca que "els alumnes érem el seu camp de treball, era on ella portava al màxim el seu esperit de servei. I ens estimava i confiava en nosaltres".

## Música
Després de la seva missió a Prats de Molló i Pardines l'any 1934, i quan s'estava recuperant de les intervencions mèdiques que li havien hagut de fer, va començar a escriure música, mentre seguia escrivint poesia. Havia cursat estudis a l'Escola Municipal de Música i al Conservatori del Liceu, i havia rebut de forma continuada classes d'harmonia i composició dels mestres Ricard Lamote i Cristòfor Taltabull, a més, mai va deixar el piano. En les seves memòries, la mateixa Palmira Jaquetti explica que el que la va moure a escriure varen ser els nens que corrien, a la sortida de l'escola, i que ella observava des del llit. En aquell moment estava tenint lloc la Guerra Civil, fet que la va impulsar, pensant en els nens, a publicar tan aviat com fos possible a l'Editorial Joventut el llibre Mis canciones, totalment pensat per als infants, on hi havia un recull de cançons populars i cançons pròpies, que varen ser harmonitzades i revisades per l'autora.

Així, l'autora, gràcies a tot el bagatge musical que tenia, va escriure diferents obres com goigs i altres cançons religioses, caramelles, poemes musicats i, fins i tot, una missa, un magníficat i una simfonia. A més, l'obra de l'autora conté moltes cançons de temàtica infantil, encara que no totes es van publicar, on "moltes de les seves melodies, senzilles, que evoquen tendresa i busquen atrapar el cor dels infants, s'inspiren en melodies populars ben conegudes". Així, algunes cançons estaven basades en cançons populars que ella adaptava, i altres eren composicions pròpies. A més, a Mis canciones, Palmira Jaquetti va deixar escrit el següent: 
"Os entrego mi tesoro como si fuera un portapaz. Es tesoro de amor. En él he recogido, como quien preciosamente guarda una perla, las canciones que andaban despeinadas y sudorosas de tanto correr por los cerros de los niños, de todos los niños que ahora son vuestros padresm vuestros abuelos. Esos cantos populares, cansados, fatigados del largo camino por las rondas, asomarán a vuestros labios vestidos con un sencillo vestido nuevo, que no quiere ser distinto ni mejor que el que llevaban(...)hay algunas que os son desconocidas yque esribí aldictado de mi pajarito, del que salía de mi alma."
Així, la primera edició musical de Palmira Jaquetti, Mis canciones, es va publicar al 1943, en plena dictadura. L'obra infantil contenia peces com "El gigante azul", "Cucharita y tenedor" o "La Luna", que eren adaptacions de cançons populars. Aquestes cançons es caracteritzaven perquè els compassos solien ser simples, binaris o ternaris, les melodies eren senzilles, sense massa ornamentació, i on feia ús de motius recognoscibles, ja que estava orientada cap als nins petits, així com les tonalitats també estaven adaptades al registre dels infants. La pròpia Jaquetti explica que aquestes cançons " no volen, per ara, acompanyament. Són ofertes al món viu dels infants com a eina de joc i de treball […] per ajudar-los a retrobar en la pròpia ànima la pròpia cançó". A més, en el seu epistolari, va deixar constància que l'any 1948 tenia a punt per publicar Cançons de muntanya, on pretenia harmonitzar diferents cançons amb un acompanyament de piano amb varietat tímbrica i on, ella mateixa, reconeixia la gran influència folklòrica en la seva obra musical.
A més, gràcies al fons conservat pels seus hereus, avui sabem que Jaquetii va escriure una gran quantitat de cançons d'aquest estil però que mai no es van arribar a publicar, com és el cas de Cançons d'infants, que, segons les memòries de l'autora, s'haurien d'haver publicat l'any 1958. A més, també va aplicar els seus coneixements d'harmonia al piano, per donar un acompanyament a diferents cançons, com és el cas de Trenta cançons nadalenques per a cant i piano (1952), Cançons de caramelles (1953), amb lletra i música de l'autora, i Selección de canciones navideñas (1954-1955). També, va escriure uns Himnos (s/d) a la Mare de Déu de Montserrat harmonitzats per a tres veus blanques i cor, i que va dedicar a l'Institut Montserrat.

A més, en les memòries de les seves missions en l'Obra del Cançoner Popular es pot veure la concepció que tenia l'autora sobre la creació:
"La cançó eixida d'unes primeres mans, creada, ha trobat en el poble l'artífex habilíssim, l'únic, el poderós,el forjador que l'ha encesa en infinites guspires i l'ha mantinguda sempre en estat de gràcia, com una deu viva. És clar que el poeta és un home eixit del poble, sovint. Però ja no és del poble en el fet que n'ha eixit, s'ha tancat, reclòs, elevat, els seus soerranis no escriuen, ni el correntinu dels rierols no els dicta cap cançó. El poble, per molt potent que sigui la força dels elements que el volten, no crea cap cançó, però la canta amb goig, quan és pur(...)quan estima la err iel treball afaiçona la cançó a la seva ànima, la fa viure, la recrea. Darrere de tot, queden, però els poetes i músics."

## Poesia
Palmira Jaquetti va començar a escriure poesia i petites proses que es publicaven a revistes locals i de fora, i va començar firmant com P. de Castellvell, encara que més tard va abandonar el pseudònim. Els primers poemes que es conserven daten dels anys vint i les seves primeres publicacions varen ser a la revista Marinada, als anys 1922, 1923 i 1924. Aviat, li varen començar a demanar sessions de poesia i de cançons als lloc més eminents, com escoles oficials o a la ràdio, a més de començar a publicar la seva poesia en les revistes més importants. Així, quan va publicar el llibre L'estel dins la llar es va exhaurir el mateix dia, tenguent molt èxit. Referent a l'obra de L'estel dins la llar, l'autora expressa que en aquest llibre "atenyo la sinceritat exercida través de la tortura d'ànima més xopa de solitud".

Així, Palmira Jaqueti escrivia poesia i proses poètiques que se centraven majoritàriament en la descripció del paisatge i els elements de la natura, on utilitzava un llenguatge planer però amb una tendència a incorporar termes poc usuals. Un exemple el trobam en la següent poesia de l'autora:

| «                  | L'oreneta xiscla i brunz, volta i vola a frec de llavis, estrellada com la mà, en cinc puntes com a glavis. El sol lentament s'adorm, i la llum dels cims s'aprima; el minyó pel corriol, el pas d'ella hi endevina. | » |
| — Palmira Jaquetti | |   |
D'aquesta forma, l'any 1938 representa la seva culminació com a poeta, encara que personalment no es trobés en el millor moment, ja que va ser l'any en que es va publicar a l'editorial Oasi L'Estel dins la llar, l'únic llibre de poesia que Palmira Jaquetti va veure editat. Es tracta d'una obra formada per "poemes breus, de gran diversitat mètrica,molt musicals i sempre amb el ritme àgil i vibrant de la cançó, el llibre se centra en l'exaltació de la bellesa de la natura i la joia que aquesta visió provoca en el jo poètic que la contempla". A més, els dos temes més utilitzats són la llum, amb totes les connotacions positives que comporta, i el cant, com la forma de resposta de la poesia.
Encara que no varen ser publicats, al llibre L'Estel dins la llar el precedeixen: Muntanya de joia, Oració, Elegies, Elegies II, Adoració, Claror (1956), Ofrena (1959), Amor (1951) i El Poblet (1962).
Al 2021 Carme Oriol s'encarrega d'editar el volum Em lliga la beutat de cada flor, que recull una selecció de seva poesia, tant publicada com inèdita.

## Any Palmira Jaquetti

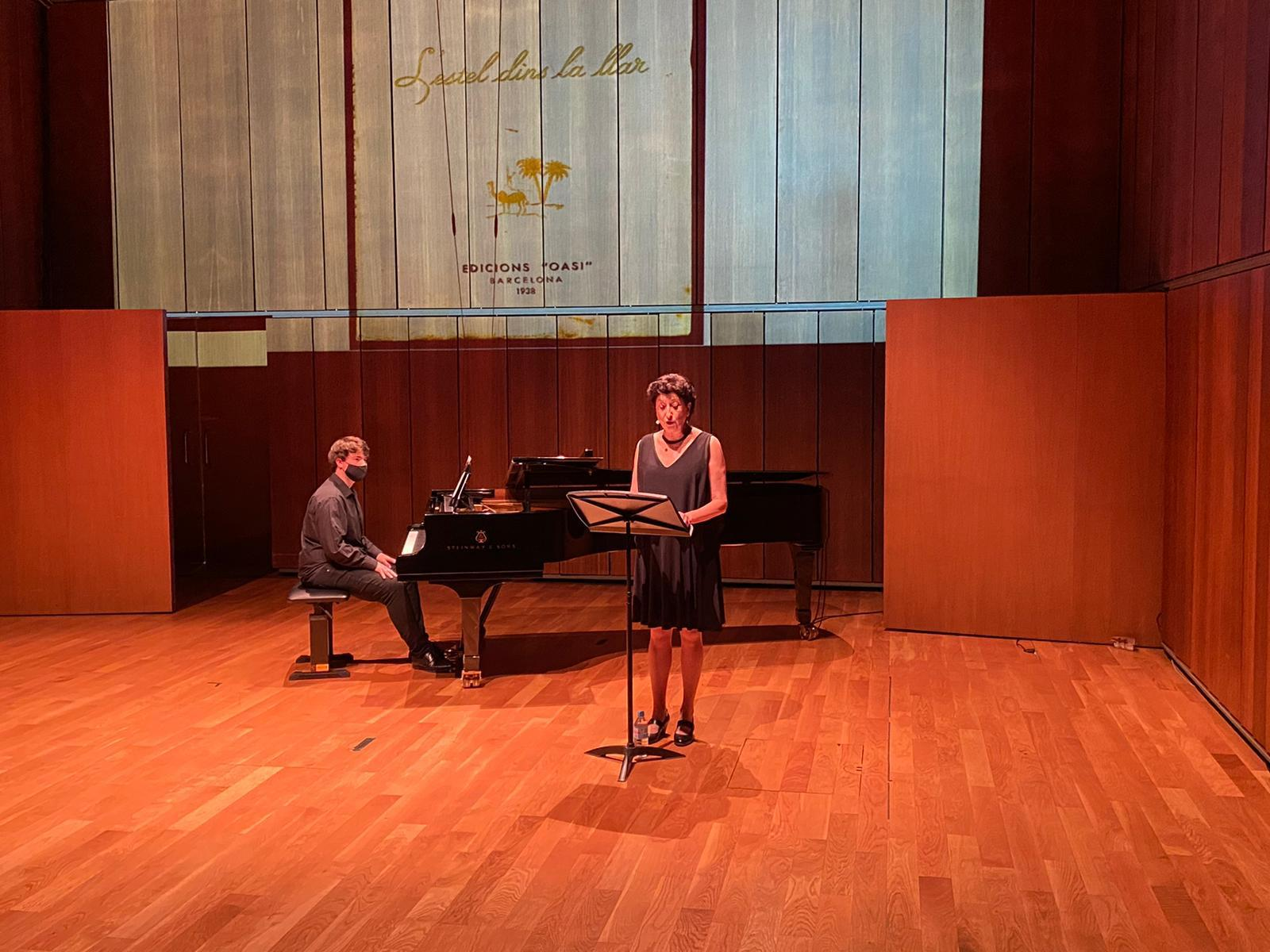
Concert que va tenir lloc a la cloenda de l'Any Palmira Jaquetti el 8 de Maig del 2021. Intèrprets: Montserrat Alcoverro i Adrià Crespo.

El 2 de març de 2020, la consellera de Cultura de la Generalitat de Catalunya, Mariàngela Vilallonga, va inaugurar l'Any Palmira Jaquetti, impulsat pel Departament de Cultura en el 125è aniversari del seu naixement, la data oficial d’inauguració de l’Any Palmira Jaquetti va ser el 2 de març de 2020 i la de clausura, el 8 de maig de 2021. La intenció d'aquest moviment és reivindicar la gran importància que va tenir l'autora que, entre altres coses, "va contribuir a millorar el nivell cultural del país a partir de les seves inquietuds musicals, literàries, pedagògiques i humanístiques en general. Com a dona d’una època en què era difícil ésser escoltada i valorada en el món intel·lectual i cultural, representa un paradigma de tantes altres dones, també anònimes, que van contribuir a construir un model de país". Una de les tasques previstes per l'Any Palmira Jaquetti fou la publicació d'alguns dels deu llibres de poemes inèdits que actualment en tenim.
A l'acte de cloenda de l'Any Palmira Jaquetti es va fer un concert a la Sala 4 de l'Esmuc, on, entre altes coses, Montserrat Alcoverro va recitar diferents poemes de L'estel dins la llar, mentre Adrià Crespo, pianista estudiant de l'Esmuc, interpretava cançons populars nadalenques harmonitzades a quatre veus per Palmira Jaquetti.
El 1974 es va col·locar una placa amb versos de l'autora a la paret rocosa de l'illa situada a l'estanh des Cabidornats, al Circ de Colomèrs, a la vall d'Aran.

## Documents a l'actualitat
Actualment, es conserven una gran quantitat de documents i obres de Palmira Jaquetti al seu fons a la Biblioteca de Catalunya. Respecte als seus treballs a l'Obra del Cançoner Popular de Catalunya, alguns d'ells es troben publicats, i altres formen part de l'inventari de l'Arxiu de l'Obra del Cançoner, que actualment es troba a l'Arxiu de l'Abadia de Montserrat. Tots aquests documents es poden consultar a les sales de consulta de les respectives entitats.

## Obra
- Obra del Cançoner Popular de Catalunya, materials volum VII. Memòries de missions de recerca per Plamira Jaquetti, Baltasar Samper, Ramón Morey, Enric d'Aoust. A cura de Josep Massot i Muntaner (1937).
- L'Estel dins la Llar (1938).
- Mis canciones navideñas (1943).
- Trenta cançons nadalenques per a cant i piano. (1952). Contingut: 1. La Mare de Déu; 2. Sant Josep i la Mare de Déu; 3. Anem a Betlem; 4. El cant dels ocells; 5. Les setmanes de Daniel; 6. Les dotze van tocant; 7. El Noi de la Mare; 8. La pastora; 9. El bon Jesuset; 10. El rabadà; 11. Els tres pastorets; 12. Fum, fum, fum; 13. Dimoni escuat; 14. El desembre congelat; 15. Els tres Reis d'Orient; 16. Canta rossinyol; 17. Fugida a Egipte; 18. Nit de vetlla; 19. El tunc que tan tunc; 20. La bona Mare de Déu; 21. Anem a Betlem; 22. L'àngel i els pastors; 23. Josep i Maria van a passejar; 24. Ball, la ball ball; 25. Pastorets daridets; 26. Tan petit i no plora; 27. L'adoració dels pastors; 28. Pobret i alegret; 29. El dubte de Sant Josep; 30. Ball manetes
- Cançons de caramelles per a cor d'homes, quartet vocal o cor mixte a dues, tres o quatre veus. (1953). Contingut: 1. Primavera (sardana); 2. Comptina; 3. Canço dels rius; 4. Canço de cami; 5. Ja puja la ramada; 6. Me n'iria a la muntanya; 7. Canço de cami ( Ginjol); 8. L'amor se'n va pel mon; 9. Canço de pastor; 10. Una vegada; 11. Canço de l'eco; 12. Vals de Caramelles; 13. Comptina; 14. Canço dels rius; 15. Canço de cami; 16. Ja puja la ramada; 17. Me n'iria a la muntanya; 18. Cançó de cami (Ginjol); 19. L'amor se'n va pel mon; 20. Canco [sic] de pastor; 21. Una vegada; 22. Canço de l'eco; 23. Nadal; 24. Passen els dies
- Selección de canciones navideñas originales y populares. (1954-55).
- Poema de Santa Llúcia (1961).
- Peix d'or (1963).
- Em lliga la beutat de cada flor (ed. 2021)[1]